# Bruno Krebs
Pour les articles homonymes, voir Krebs.
Bruno Krebs, né en 1953 à Quimper, est un écrivain et traducteur français.

## Parcours
Fils du peintre et céramiste Xavier Krebs et de la comédienne Reine Bartève, Bruno Krebs naît à Quimper en 1953. Il passe une partie de son enfance au manoir du Poulguin, sur les rives de l’Aven, entre Pont-Aven et Port Manec'h. Il fait ses études à Paris, aux lycées Voltaire et Louis-le-Grand, puis passe une maîtrise d’anglais. Dès le début des années 1970, il enchaîne les voyages et les séjours à l’étranger, notamment au Royaume-Uni et en Irlande. De cette époque datent également ses premières publications en revue.
En 1971 débute l’aventure du Voyage en barque, ensemble monumental constitué de milliers de récits de rêves, qui ne cessera de s’agrandir par la suite et qui fournira la matière de la plus grande partie de son œuvre.
Au milieu des années 1980, il quitte son poste d’enseignant d’anglais à Brighton pour se consacrer à l’organisation de concerts et de tournées d’orchestres. Plus tard, il traduit des livres de mer ou de montagne et des guides touristiques.
En 1996, Raison perdue, qualifié par l’auteur de « premier tome » du Voyage en barque, paraît chez Deyrolle éditeur. C’est le début d’une série de publications régulières qui se poursuit chez Gallimard (collection L'Arpenteur) et chez les éditions L’Atelier contemporain.
Bruno Krebs vit aujourd’hui dans le Haut-Poitou.

## Œuvre
Identifié par certains critiques comme un héritier de Franz Kafka,, Bruno Krebs s’adonne au récit (Dans la nuit des chevaux, La Mer du Japon, Chute libre), au fragment (La Traversée nue, Sans rive) et au roman (L’Émissaire), non sans rechigner devant cette dernière appellation (« le mot roman me glace, comme un habit trop large dans lequel je flotte et me perds »). Son usage de la ponctuation (retours à la ligne fréquents, suppression des points et des majuscules), son écriture imagée le rapprochent néanmoins de la poésie, qualification de genre qu’il revendique d’ailleurs pour certaines de ses œuvres (L’Île blanche).

Inspirés par la logique du rêve et du voyage (« Si j’écris c’est un peu comme le dormeur respire », Chute libre), ses textes témoigneraient d’un certain refus du lyrisme et du « psychologisme » ; et son style, souvent qualifié de descriptif, lui a parfois valu d’être rapproché de Francis Ponge. Dans un texte qu’il consacre à La Traversée nue, le poète Antoine Emaz écrit ainsi : 

« À la différence de Nerval dans Aurélia, où la frontière entre imaginaire et réel devient poreuse et par là dramatique, ici, dès la première page, on bascule dans le rêve sans que l’on retrouve jamais la réalité rugueuse. Krebs propose un voyage non pas sans fin (…) mais sans retour, dans une sorte de totale autonomie de l’imaginaire. Et l’on reste frappé par la sensualité précise, presque filmique des descriptions. »

Si chaque volume publié fait l’objet d’un travail rigoureux d’harmonisation, et si certaines livres se présentent comme des unités closes (ainsi Bill Evans live, qualifié de « portrait » ou les deux romans Tom-Fly, le Pirate et L’Émissaire), l’œuvre de Bruno Krebs peut à certains égards se lire comme la poursuite d’un seul et unique projet ouvert, Le Voyage en barque. Ce titre adopté dès 1971 regroupe aujourd’hui, si l’on en croit l’auteur, un ensemble de plusieurs milliers de récits courts.

## Publications

### Textes, poésie
D'après le catalogue général de la BnF.
- Raison perdue, Deyrolle éditeur, 1996
- Tom-Fly, le Pirate, Climats, 1996
- L’Émissaire, Climats, 1997
- Le Festin de vase, chez 00h00.com, 1998
- Dans la nuit des chevaux, L’Arpenteur/Gallimard, 2003
- La Mer du Japon, L’Arpenteur/Gallimard, 2004
- Chute libre, L’Arpenteur/Gallimard, 2005
- Bill Evans live, portrait, L’Arpenteur/Gallimard, 2006
- La Traversée nue, L’Arpenteur/Gallimard, 2009
- Sans rive, L’Arpenteur/Gallimard, 2011
- L'Île blanche, dessins de Monique Tello, éditions L'Atelier contemporain, 2015
- Dans les prairies d'asphodèles (poèmes), dessins de Cristine Guinamand, éditions L'Atelier contemporain, 2017

### Textes en revue
Ses textes sont publiés dans la revue dirigée par François-Marie Deyrolle, L’Atelier contemporain et dans celle dirigée par Thierry Bouchard, Théodore Balmoral.

### Traductions
- Cliff McNish, Le Monde d'argent, trad. de l'anglais, illustrations de Geoff Taylor, coll. « Folio Junior » (no 1458), Gallimard Jeunesse, 2008
- Cliff McNish, L'Enfant d'argent, trad. de l'anglais, illustrations de Geoff Taylor, coll. « Folio Junior » (no 1448), Gallimard Jeunesse, 2007
- Patrick Ness, Le Chaos en marche I, La Voix du couteau, trad. de l'anglais (États-Unis), coll. « Pôle fiction » (no 5), série Fantastique, Gallimard Jeunesse, 2010
- Patrick Ness, Le Chaos en marche II, Le Cercle et la Flèche, trad. de l'anglais (États-Unis), coll. « Pôle Fiction » (no 19), série Fantastique, Gallimard Jeunesse, 2011
- Patrick Ness, Le Chaos en marche III, La Guerre du Bruit, trad. de l'anglais, coll. « Pôle Fiction » (no 35), série Fantastique, Gallimard Jeunesse, 2012
- Collectif, Sri Lanka, trad. de l'anglais avec Sophie Paris, coll. « Bibliothèque du voyageur », Gallimard Loisirs, 2013
- Collectif, Kenya, trad. de l'anglais avec Sophie Paris et Laurence Seguin, coll. « Bibliothèque du voyageur », Gallimard Loisirs, 2013
- Sally Roy, Sicile, trad. de l'anglais avec Bruno Le Norma, coll. « Mode d'emploi », Gallimard Loisirs, 2013
- Andrew Benson, Barcelone, trad. de l'anglais avec Sophie Brun, Bruno Le Normand et Sophie Paris, coll. « Mode d'emploi », Gallimard Loisirs, 2013
- Collectif, Inde, trad. de l'anglais avec Sophie Paris, coll. « Bibliothèque du voyageur », Gallimard Loisirs, 2013